# مايك مولن
مايك مولن (بالإنجليزية: Mike Mullen)‏ اسمه الكامل مايكل غلن مولن (بالإنجليزية: Michael Glenn  Mullen)‏‏ (ولد 4 أكتوبر 1946) رئيس هيئة الأركان المشتركة الأمريكية السابع عشر، والرئيس الثامن والعشرين للقيادة البحرية الأمريكية.

## روابط خارجية
- مايك مولن على موقع IMDb (الإنجليزية)
- مايك مولن على موقع الموسوعة البريطانية (الإنجليزية)
- مايك مولن على موقع مونزينجر (الألمانية)
- مايك مولن على موقع إن إن دي بي (الإنجليزية)